# Río Nosara
Río Nosara är ett vattendrag i Costa Rica.   Det ligger i provinsen Guanacaste, i den västra delen av landet, 170 km väster om huvudstaden San José.